# Piaski (Międzyrzec Podlaski)
Piaski – południowo-zachodnie przemysłowe osiedle Międzyrzeca Podlaskiego ciągnąca się wzdłuż drogi krajowej nr 19 (ul. Radzyńska) i drodze wojewódzkiej nr 806 (ul. Jelnicka).
Głównie przemysł maszynowy, spożywczy i drobiarski, a także baza autobusowa PKS i zakłady drogowo-mostowe.